# Euroschinus papuanus
Espèce
Statut de conservation UICN

 LC  : Préoccupation mineure
Euroschinus papuanus est une espèce de plantes à fleurs de la famille des Anacardiaceae.

## Distribution
Cette plante se rencontre dans les pays suivants : Indonésie, Papouasie-Nouvelle-Guinée.

## Systématique
Le nom correct complet (avec auteur) de ce taxon est Euroschinus papuanus Merr. & L.M.Perry.